# Provincie Omasuyos
Omasuyos je jedna z 20 provincií departamentu La Paz v Boliívi. Nachází se na západě země u jezera Titicaca. Rozkládá se na ploše 2065 km2 a žije zde kolem 84 000 lidí. Hlavní město provincie se jmenuje Achacachi a žije zde 8 800 lidí. Jižní část provincie se nachází na náhorní ploše Altiplano, na severu pak přechází v pohoří And. Název Omasuyos je odvozen od skupiny Omasuyos, která je součástí národa Aymara.

## Doprava
Achacachi, které je uprostřed provincie je spojeno s hlavním městem La Paz na jihu silnicí F16, která se v obci Huarina napojuje na silnici F2. Silnice F16 dále pokračuje na severozápad při březích jezera Titicaca do obce Escoma. Ta však už leží v jiné provincii. Dalšími významnými silnicemi jsou silnice F2 spojující město Copacabana a La Paz. Silnice vstupuje do provincie na jihu u obce Copancara. Táhne se po břehu jezera Titicaca a za vsí Jankho Amaya ji opouští. Z Jankho Amaya pak pokračuje provincií silnice jdoucí po břehu až do Achacachi. Z Achacachi vychází vedle silnice 16 na sever ještě jiná hlavní silnice jdoucí do obce Sorata v Andách a jihovýchodně pak hlavní silnice spojující Achacachi s Chachacomani.

## Geografie
Ve středu provincie se nachází rovina jdoucí od severozápadu na jihovýchod. Na severovýchodě se zvedají Andy do výšky 4 500 až 5 000 metrů, na západ pak nižší pohoří dosahující do výšky 4 900 m.

### Vodstvo
V jižní části u obce Pairumani se nachází soutok řek Keka Jahuira a Keka. Řeka Kjarkajahuira pak pokračuje na severozápad, protéká středem Achacachi a u vsi Barco Belen se vlévá do jezera Titicaca. Dále na severovýchodě pak od jezera San Francisco teče řeka Corhuar Jahuira, která stéká z pohoří And směrem na západ a za Umapusou se stáčí na severozápad a následně vtéká do jezera Titicaca.
Mezi význačnější jezera patří Laguna Totorani, Laguna Cacha a Laguna San Francisco.

## Administrativní členění
Provincie je rozdělena do šesti obcí, z nichž největší je Achacachi s hlavním městem provincie stejného názvu. Obec Achacachi je rozdělena na dvě části. Větší je uprostřed provincie obklopujíce hlavní město, menší na jihu ve výběžku jdoucím k San Pablo de Tiquina. Větší část sousedí na západě s obcí Santiago de Huata. Hranice prochází kolem vsí Pahana Grande a Chancoroma (obě obec Santiago de Huata), Oke Ajllata (Achacachi). Hranice dále pokračuje na východ, na sever a později na západ po břehu jezera Titicaca. Za vesnicemi Chejecucho a Checata pak jde na sever až na hranici Provincie a vytváří tak hranici s obcí Acoraimes, která je v severozápadní části oblasti. Na jihu prochází hranice horami a hraničí zde z obcemi Chua Cocani, v malém výběžku s Huatajata a Huarina, kde se stáčí na severovýchod. U vsi Kenamarini se pak stáčí na sever a tvoří hranici se sousední provincií Pucarani.
Menší část pak má na severu v horách hranici s obcí Santiago de Huata a na východě Choa Cucani. Na jihu pak končí na hranici provincie.
Dalšími obcemi jsou Huarina, Huatajata, Chua Cocani, Santiago de Huata a Ancoraimes.